# 笹田直二郎
笹田 直二郎（ささだ なおじろう、1891年（明治24年）11月12日- 1955年（昭和30年） ）は、日本の鉱山技師であり実業家でもある。日窒鉱業（現：ニッチツ）取締役。日窒コンツェルン首脳陣の一人。野口遵の鉱山業における片腕となり活躍した。岡山県高梁市出身。

## 経歴

### 生い立ち

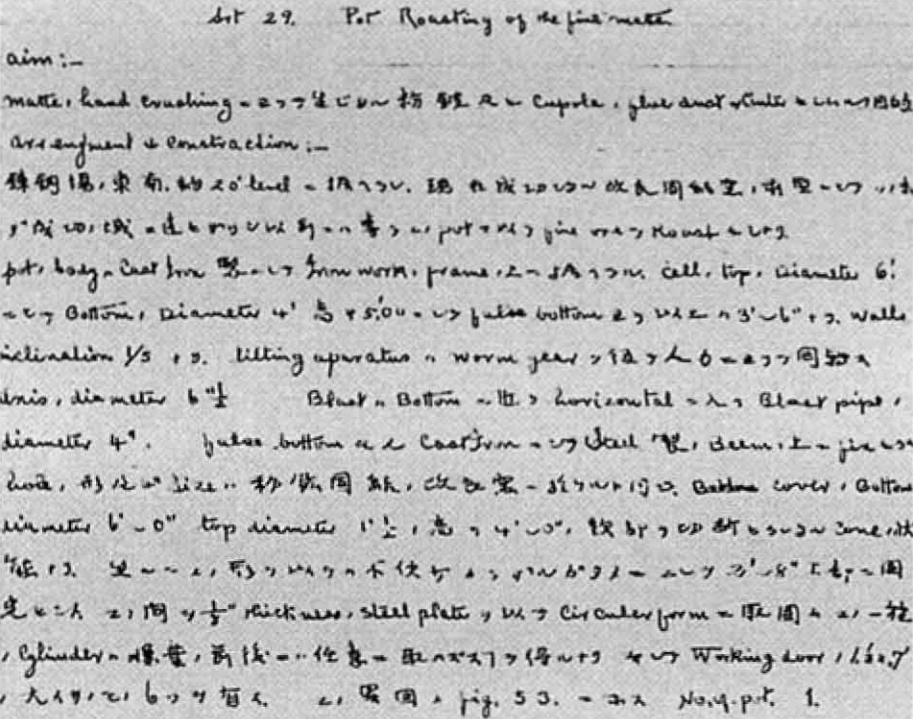
直二郎報告書 四阪島製錬研修

1891年（明治24年）に岡山県上房郡松山村（現：高梁市）の笹田三太郎の次男として誕生する。地元の旧制岡山県立高梁中学（現：岡山県立高梁高等学校）へ進学し、1911年（明治44年）同校を卒業、第一期生として秋田鉱山専門学校（現：秋田大学鉱山学部）冶金学科へ入学する。
同校では、夏期に1・2年生は、教官同伴で4～5週間の実習、3年生では、各自実習と称して企業で働く、今のインターンシップの様な制度があった。特に、笹田が3年生（1913年：大正2年）の夏に住友別子工業所（現：住友金属鉱山）四阪島製錬で行った実習のレポートは、英語で記述されていた。また、挿入れている図面やスケッチが、非常に精微であったことが、後年の論文から判明している。

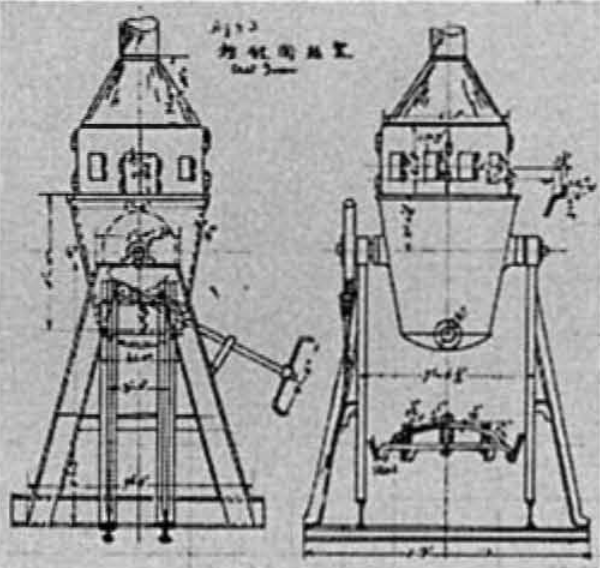
直二郎報告書 四阪島製錬研修

1914年（大正3年）23歳で同校を卒業し、研修に行った愛媛県新居郡（現：新居浜市）にある住友別子工業所四阪島精錬所へ就職する。

### 鉱山技師として
就職した笹田は早速鉱山技師となり、3年務めた住友別子銅山を辞め、1917年（大正6年）明治・大正期に三井物産・大倉組と並ぶ、当時の3大商社の一つに数えられていた高田商会へ転職する。同社の日吉鉱山（所在地：岡山県井原市青野町）に配属となり、岡山へ一時的に帰郷する。日吉鉱山では別子銅山と同じく銅を産出しており、同じく鉱山技師として働く。
しかし、翌年には、同社子会社の高田鉱業旭鉱山（所在地：北海道常呂郡置戸町）へ異動し、1919年（大正8年）高田鉱業本社勤務となる。その後、5年つとめた高田鉱業を退職し、1922年（大正11年）に日本鉱山株式会社に転職。同社には、後に日窒コンツェルンを一代で築いた野口遵が監査役におり、ここで笹田は野口と出会う。これが、笹田の人生を大きく変える出来事になる。日本鉱山子会社の日栄鉱山（所在地：和歌山県）で鉱山長として勤務する。
1926年（大正15年）35歳のときには、大嶺無煙炭砿鉱（読み：おおみね むえんたんこうこう）株式会社の大嶺炭鉱（所在地：山口県）所長に抜擢される。大嶺無煙炭砿鉱の所長を務めた後、同社の関連会社である大嶺運送が1927年（昭和2年）2月に設立され、笹田は炭鉱の所長を兼務しながら、大嶺運送取締役となる。
転機が訪れるのは、1935年（昭和10年）笹田が44歳の時、日窒鉱業を野口遵が設立し、日本鉱山のときに一緒に働いていた縁で、同社の常務取締役に就任する。その後、笹田のこれまでの活躍がみとめられ、野口により日窒コンツェルンの首脳陣の一員となる。日窒財閥傘下の東洋水銀鉱業常務取締役、草津硫黄鉱業（後の日窒硫黄）専務取締役も兼務する。日窒コンツェルンの首脳陣は、いずれも野口と寝食を共にしてきた友人や部下であった。
この後も日窒樺太炭業の常務取締役にも抜擢され、合計4社の日窒コンツェルン系列企業の事実上の副社長となる。戦後も引き続き旧日窒関係会社の重役を務めた。
しかしながら、在職中の1955年（昭和30年）笹田は死去した。享年63歳であった。